# Питерово
Питерово (каз. Питерово) — озеро в Жамбылском районе Северо-Казахстанской области Казахстана. Находится в 17 км к северу от села Рождественка.
По данным топографической съёмки 1940-х годов, площадь поверхности озера составляет 1,21 км². Наибольшая длина озера — 1,7 км, наибольшая ширина — 1,1 км. Длина береговой линии составляет 4 км, развитие береговой линии — 1,02. Озеро расположено на высоте 137,9 м над уровнем моря.